# Дацяо
Дацяо (кит. 大桥镇, пін. Dàqiáo Zhèn) — містечко у КНР, повіт Гутянь провінції Фуцзянь.

## Географія
Дацяо розташовується у східних передгір'ях пасма Уїшань.

### Клімат
Містечко знаходиться у зоні, котра характеризується вологим субтропічним кліматом. Найтепліший місяць — липень із середньою температурою 25.5 °C (77.9 °F). Найхолодніший місяць — січень, із середньою температурою 7.4 °С (45.3 °F).
| Клімат Дацяо            | Клімат Дацяо | Клімат Дацяо | Клімат Дацяо | Клімат Дацяо | Клімат Дацяо | Клімат Дацяо | Клімат Дацяо | Клімат Дацяо | Клімат Дацяо | Клімат Дацяо | Клімат Дацяо | Клімат Дацяо | Клімат Дацяо |
| Показник                | Січ.         | Лют.         | Бер.         | Квіт.        | Трав.        | Черв.        | Лип.         | Серп.        | Вер.         | Жовт.        | Лист.        | Груд.        | Рік          |
| Середня температура, °C | 7,4          | 8,1          | 11,4         | 16           | 19,6         | 22,5         | 25,5         | 25           | 22,4         | 18,2         | 13,5         | 9,2          | 16,6         |
| Норма опадів, мм        | 55.7         | 91.3         | 152.7        | 189          | 255.4        | 272.8        | 148.1        | 194.3        | 176.2        | 73.4         | 52.5         | 39.9         | 1701.3       |
| Днів з опадами          | 12,7         | 15,1         | 18,1         | 19,1         | 20,8         | 19,3         | 12,9         | 15,1         | 12,9         | 9,8          | 9,6          | 11,1         | 176,5        |
| Вологість повітря, %    | 74.7         | 78.9         | 80.5         | 80.7         | 82           | 83.7         | 78.2         | 77.9         | 77.7         | 74           | 73.1         | 73.1         | 77.9         |
| ----------------------- | ------------ | ------------ | ------------ | ------------ | ------------ | ------------ | ------------ | ------------ | ------------ | ------------ | ------------ | ------------ | ------------ |
| Джерело: Weatherbase    |              |              |              |              |              |              |              |              |              |              |              |              |              |